# Tom Zwitser
Tom Zwitser (Groningen, 8 oktober 1979) is een Nederlandse orthodox-katholieke uitgever en vlogger.

## Biografie
Zwitser studeerde industriële vormgeving aan de Design Academy Eindhoven en wijsbegeerte aan de Rijksuniversiteit Groningen en de Vrije Universiteit Amsterdam. Hij was tot 2011 eindredacteur bij Catholica. Het tijdschrift ging over de kop toen bleek dat Tom Zwitser, Marcel Bas en Erik van Goor op de mailinglist van Anders Behring Breivik stonden. Zwitser wordt tot de entourage van Thierry Baudet gerekend.
Als uitgever is Zwitser verbonden aan De Blauwe Tijger, een uitgeverij die in 2013 werd opgericht. Voor deze uitgeverij vertaalde hij De mens en de techniek. Bijdrage aan een filosofie van het leven (1931) van Oswald Spengler. Verder is Zwitser hoofdredacteur van het tijdschrift Epoque.
Hij werkt aan een boek met de titel Oppervlaktetrilogie, in 2017 verscheen daarvan de proloog. 
Sinds 2018 maakt Zwitser YouTube-video's op het kanaal Blue Tiger Studio. Deze video's gaan vaak over complottheorieën: zo hangt Zwitser het idee aan dat het coronavirus een complot is om de overheid meer macht te geven en van oude, dure zorgpatiënten af te komen, en steunt hij alternatieve theorieën omtrent de neergehaalde vlucht MH17.
In 2020 beschuldigde het Rijksinstituut voor Volksgezondheid en Milieu (RIVM) Zwitser ervan bewust nepnieuws rondom het coronavirus te verspreiden. De Nationaal Coördinator Terrorismebestrijding en Veiligheid Pieter-Jaap Aalbersberg waarschuwde in oktober 2020 tegen Zwitser en zijn uitgeverij. De Blauwe Tijger wordt door de NCTV gezien als "een doorgeefluik van anti-overheidspropaganda, nepnieuws en complottheorieën."

## Politiek
Bij de tweede kamerverkiezingen van 2023 stond Zwitser op de lijst van Forum voor Democratie (FVD) op plaats 46. Ook is Zwitser vaker te zien geweest als gast bij Forum Inside, een programma van FVD op YouTube.